# آلبریستورن
آلبریستورن (به لاتین: Albristhorn) یک کوه در سوئیس است که در کانتون برن واقع شده‌است. آلبریستورن ۲٬۷۶۲ متر بالاتر از سطح دریا واقع شده‌است.